# Caparaonia itaiquara
Caparaonia itaiquara is een hagedis uit de familie Gymnophthalmidae. Het is de enige soort uit het monotypische geslacht Caparaonia.
De soort komt voor in Zuid-Amerika en leeft endemisch in Brazilië.
Het lichaam is langwerpig van vorm en wordt tot 6 centimeter lang. De staart is 1,5 tot 2,5 keer zo lang als het lichaam. De poten zijn dun en dragen vijf tenen en vingers, de eerste teen heeft geen nagel. Mannetjes hebben duidelijk poriën aan de onderzijde van de poten, bij vrouwtjes zijn deze minder zichtbaar. Er zijn drie supraoculaire schubben gelegen rond het oog.
Caparaonia itaiquara werd voor het eerst wetenschappelijk beschreven door Miguel Trefaut Rodrigues, José Cassimiro da Silva Jr., Dante Pavan, Felipe Franco Curcio, Vanessa Kruth Verdade en Katia Cristina Machado Pellegrino in 2009. De wetenschappelijke geslachtsnaam Caparaonia verwijst naar het verspreidingsgebied; Het gebergte Sierra Caparaó. De soortaanduiding itaiquara komt uit de lokale taal (Tupi) en betekent 'hij die in de rotsen leeft'.